# Lubiejew
Lubiejew – wieś w Polsce położona w województwie mazowieckim, w powiecie sochaczewskim, w gminie Sochaczew. Ma status sołectwa.
| SIMC    | Nazwa | Rodzaj    |
| ------- | ----- | --------- |
| 0738467 | Alin  | część wsi |

W latach 1975–1998 miejscowość administracyjnie należała do województwa skierniewickiego.
W Lubiejewie 9 czerwca 1852 urodził się malarz Jan Felicjan Owidzki (zm. 1913).